# Versengold
Versengold er en tysk folkemusik og neo-middelaldermusikgruppe, der blev dannet i 2003. Den består af sangeren Malte Hoyer, violinisterne Alexander Willms og Florian Janoske, guitarist Daniel Gregory, trommeslager Sean Lang og bassist Eike Otten.
Gruppens musik kombinerer historiske tekster med moderne folkemusik-elementer. Gruppen har udgivet 10 studiealbums, hvor det seneste blev udgivet i 2022.

## Diskografi
| År   | Titel               | Højeste hitlisteplacering | Højeste hitlisteplacering | Højeste hitlisteplacering | Højeste hitlisteplacering |
| År   | Titel               | GER                       | AUT                       | NED                       | SWI                       |
| ---- | ------------------- | ------------------------- | ------------------------- | ------------------------- | ------------------------- |
| 2005 | Hoerensagen         | —                         | —                         | —                         | —                         |
| 2006 | Allgebraeu          | —                         | —                         | —                         | —                         |
| 2008 | Ketzerey            | —                         | —                         | —                         | —                         |
| 2011 | Dreck am Stecken    | —                         | —                         | —                         | —                         |
| 2013 | Im Namen des Folkes | —                         | —                         | —                         | —                         |
| 2014 | Auf in den Wind     | —                         | —                         | —                         | —                         |
| 2015 | Zeitlos             | 22                        | —                         | —                         | —                         |
| 2015 | Live 2015           | —                         | —                         | —                         | —                         |
| 2017 | Funkenflug          | 2                         | 52                        | —                         | 41                        |
| 2019 | Nordlicht           | 4                         | 27                        | —                         | 25                        |
| 2022 | Was kost die Welt   | 1                         | 23                        | —                         | 20                        |